# De legibus
Pour les articles homonymes, voir Lois.
Le De legibus (en français : Des lois) est un traité sur la politique romaine, écrit par Cicéron en 52 av. J.-C.. L'ouvrage est le complément d’un précédent traité sur les institutions romaines, le De Republica. Comme Cicéron ne le cite pas dans la liste de ses ouvrages philosophiques, on ignore si l’ouvrage fut terminé et édité. De plus, son caractère général n'en faisait pas un recueil législatif efficace, tandis que le bouleversement des institutions républicaines le rendait obsolète. Il s'est en grande partie perdu au cours des siècles.

## Date de rédaction
La correspondance échangée entre Cicéron et ses amis ne permet pas de déterminer la date de rédaction de cet ouvrage. Son texte contient des allusions aux exactions et  à la mort de Clodius, ennemi juré de Cicéron et tué en janvier 52 av. J.-C.. D’autre part, le départ de Cicéron pour la Cilicie en avril 51 av. J.-C. interrompt ses travaux rédactionnels. La rédaction du De Legibus s’est probablement déroulée au cours de l’été 52 av. J.-C., peu après le procès de Milon, accusé du meurtre de Clodius. En se basant sur une lettre de Cicéron à Varron, le philologue allemand Gudeman a supposé en 1892 que Cicéron avait repris la rédaction du De Legibus en 46 av. J.-C., hypothèse rejetée car l’évolution de régime imposée par César rendait illusoire cette mise à jour .

## Manuscrits sources
Cet ouvrage nous a été transmis de façon partielle à travers les siècles grâce à des manuscrits datant du Moyen Âge. Parmi les plus anciens ceux qui ont servi à établir le texte latin sont  :
- Vossianus 84 de la bibliothèque de Leyde, de la fin du IXe siècle ou du début du Xe siècle
- Vossianus 86, dérivant du même archétype que Vossianus 84, et allant jusqu’au livre III, 48
- Hensianus 118, écrit en Italie du nord à la fin du XIe siècle et conservé à Leyde, et s’arrêtant au livre III, 12

D’autres manuscrits, le Florentinus, de la bibliothèque Laurentienne, et le Monacensis 528 de Munich dérivent aussi du Vossianus A, tandis que le Burneianus 148 du British Museum est lié au Hensianus.
Malgré les recoupements, seuls les livres I, II, et III partiellement ont été reconstitués. Une citation de Macrobe porte sur un livre V, aujourd’hui disparu sans autre trace, et on ignore le nombre exact de livres qui constituaient le De Legibus.

## Contenu
Le dialogue réunit Cicéron, son frère Quintus et son ami Atticus, dans le bois sacré d’Arpinum. À la différence du De Republica, Cicéron met en scène des interlocuteurs contemporains, et ne donne pas de date de leur rencontre, ce qui donne un caractère intemporel et actuel à ce traité, du point de vue de Cicéron.
L’ouvrage est incomplet, et son début ne présente pas un plan d’ensemble comme Cicéron le fait dans d'autres traités. Le premier livre présente les bases philosophiques du Droit, le livre II est consacré au droit religieux et le III au droit institutionnel romain. Les livres suivants, tous perdus, devaient concerner d’autres branches du Droit.

### Livre I
Après un préambule, Cicéron commence rationnellement par sa définition de la Loi : « la Loi, c’est la raison souveraine incluse dans la nature, en tant qu’elle ordonne ce qui doit être fait et proscrit le contraire ». Il complète sa définition par une longue démonstration conforme à la Nature : par les facultés innées de l’âme humaine, une inclination à l’amitié donc à la vie sociale produit les conditions propices et nécessaires à l’existence d’un droit naturel universel, émanation de la Raison et manifestation de la Providence divine. Ce qui pose l'union des hommes et des Dieux dans une même communauté de droit, qui aboutit au concept stoïcien de la Cité universelle. Cicéron affinait son affirmation théorique par une argumentation plus serrée, qui a disparu dans une importante lacune des manuscrits. Les développements reprennent pour démontrer l’existence d’une Justice unique et commune à tous les hommes. Le livre s’achève par l’éloge de la Sagesse.

### Livre II
Cicéron aborde le droit positif, ainsi qualifié d’après le latin positum « posé, en place », pour désigner le droit tel qu'il existe réellement. Il établit sa dépendance vis-à-vis de la morale et de la métaphysique. Revenant sur la notion de Loi suprême présentée au livre premier, Cicéron distingue les lois véritables, émanant de la raison divine et conformes à la morale, tandis que les autres ne sont des mesures conventionnelles, variables et parfois injustes, . Ces dernières lois sans référence aux principes intemporelles, multiplies et incohérentes, sont celles de la République romaine en crise qu'observe Cicéron, elles ébranlent le système ancien élaboré par les bons législateurs, qui savent guider la cité comme le pilote d'un navire.
La première série de lois fondamentales que présente Cicéron est consacrée à la religion, dans une approche conjuguant les aspects politiques et philosophiques, et l'enracinement dans les traditions populaires romaines. Selon un style volontairement concis et archaïque, Cicéron énonce une série de lois pour le culte des dieux, l’organisation sacerdotale, les rites et les cérémonies, les hommages aux Mânes et les usages funéraires. Ces prescriptions sont inspirées des traditions attribuées à Numa Pompilius et sont énoncées dans un esprit conservateur : il faut laisser en vigueur des rites éprouvés et maintenir chaque officiant dans son rôle précis, défini par l’État : « que personne n'ait de dieux à titre séparé, ni de nouveaux, ni d’étrangers à moins qu’officiellement admis » et pour la sphère privée « qu’à titre privé, on rende un culte à ceux régulièrement reçus de leurs pères ».
Viennent ensuite des commentaires explicatifs, prescription par prescription. Parmi ceux-ci, l’affirmation de la supériorité civique des augures, capables de faire reporter les réunions ou les délibérations initiées par les plus hauts magistrats ; une discussion porte sur la valeur de la divination dont Cicéron admet la véracité, position qu’il révisera quelques années plus tard dans le De divinatione. Une autre analyse très approfondie traite la transmission après décès des obligations sacrées, question qui permet à Cicéron de s’élever contre l’immixtion des pontifes dans le droit civil.

### Livre III
Le livre III est consacré au droit des institutions. Cicéron présente son projet, le tableau quasi complet des institutions romaines, à ses yeux les mieux adaptées au fonctionnement d’un État organisé. Le rôle du Sénat est affirmé, il donne les directives générales aux magistrats, il assure la conduite de l’État et de la politique extérieure. Cicéron en fait le centre du pouvoir, à contre-courant des tendances démocratiques qui le réduisaient à un rôle consultatif. Le pouvoir des censeurs, tombé en désuétude, doit aussi être restauré, pour devenir l’autorité morale de la République.
L’analyse des magistratures met en lumière leurs vices institutionnels. La critique de Quintus contre les tribuns de la plèbe souligne les dangers qu’ils font courir à la cité. Ce point de vue qui est celui des conservateurs n’est qu’en partie atténué par Cicéron, qui considère que avec dix tribuns, on trouvera toujours un que l’on saura convaincre de mettre son veto aux projets qui déplaisent ; dans ces conditions, il faut laisser à la plèbe ce moyen de défense auquel elle tient (III, 24).
Cicéron, aux Livres III du De Legibus et au Livre V du De finibus bonorum et malorum, évoque à titre historique le Traité des lois de Théophraste.

### Traductions
- Œuvres complètes de Cicéron, tome IV. Des Lois, trad. A. Lorquet, sous la direction de M. Nisard, 1864, Paris, en ligne sur Remacle.org
- Cicéron, De la République ; Des Lois, traduction, notices et notes par Charles Appuhn, 1932, Garnier Flammarion en ligne sur Itinera Electronica
- Cicéron (trad. Georges de Plinval), Traité des Lois, Les Belles Lettres, 1959, 132 p.

### Ouvrages généraux
- Philippe Muller, Cicéron : un philosophe pour notre temps, Lausanne, L'Âge d'homme, 1990, 316 p. (ISBN 2-8251-0033-1, présentation en ligne)
- Pierre Grimal, Cicéron, Fayard, 1986 (ISBN 978-2-213-01786-0)

### Articles
- Pierre Boyancé, « Cicéron et les semailles d'âme du Timée (De legibus, I, 24) », Comptes rendus des séances de l'Académie des Inscriptions et Belles-Lettres « 104e année », no 1,‎ 1960, p. 283-289 (lire en ligne)